# Победа (Таврический район)
Победа — деревня в Таврическом районе Омской области. Входит в состав Пристанского сельского поселения.

## История
Основана в 1924 году. В 1928 году сельскохозяйственное товарищество Победа состояло из 1 хозяйства, основное население — русские. В составе Голубинского сельсовета Уральского района Омского округа Сибирского края.

## Население
| 1926 | 2010 |
| ---- | ---- |
| 29   | ↗193 |